# STS-38
La STS-38 è stata una missione spaziale del programma Space Shuttle.
È stata la 37-esima missione spaziale di uno Shuttle. L'obbiettivo fu il trasporto di un carico per conto del Dipartimento della Difesa Americano. Fu il settimo volo per lo Space Shuttle Atlantis e la settima missione del programma ad essere dedicata al Dipartimento della Difesa. La missione durò 4 giorni, in cui Atlantis percorse circa 3,5 milioni di chilometri e completò 79 orbite. La navetta atterrò al Kennedy Space Center presso la Shuttle Landing Facility sulla pista 33. Il lancio era previsto inizialmente per luglio ma fu poi riprogrammato a causa di una perdita di idrogeno riscontrata sullo Space Shuttle Columbia, durante il conto alla rovescia della missione STS-35.

## Equipaggio
- Comandante: Richard O. Covey (3)
- Pilota: Frank L. Culbertson, Jr. (1)
- Specialista di missione: Robert C. Springer (2)
- Specialista di missione: Carl J. Meade (1)
- Specialista di missione: Charles D. Gemar (1)

Tra parentesi il numero di voli spaziali completati da ogni membro dell'equipaggio, inclusa questa missione.

## Parametri della missione
- Massa:
  - Carico utile: circa 3.000 kg
  - Booster: circa 18.000 kg
- Perigeo: 78 km
- Apogeo: 226 km
- Inclinazione: 28,5°
- Periodo: 1 ora, 27 minuti e 30 secondi